# Cessna 404
Cessna 404 — лёгкий двухмоторный самолёт.
Разработан компанией Cessna. Представлял собой развитие версии Cessna 402. Первый полёт самолёта состоялся 26 февраля 1975 года. С 1976 года начался серийный выпуск. Всего построено 396 самолётов.
Моноплан с десятиместной кабиной.

## ЛТХ
- Количество пассажиров : до 10
- Крейсерская скорость : 303 км/ч
- Дальность: 3410 км
- Практический потолок 7925 м